# 필리프 카트린

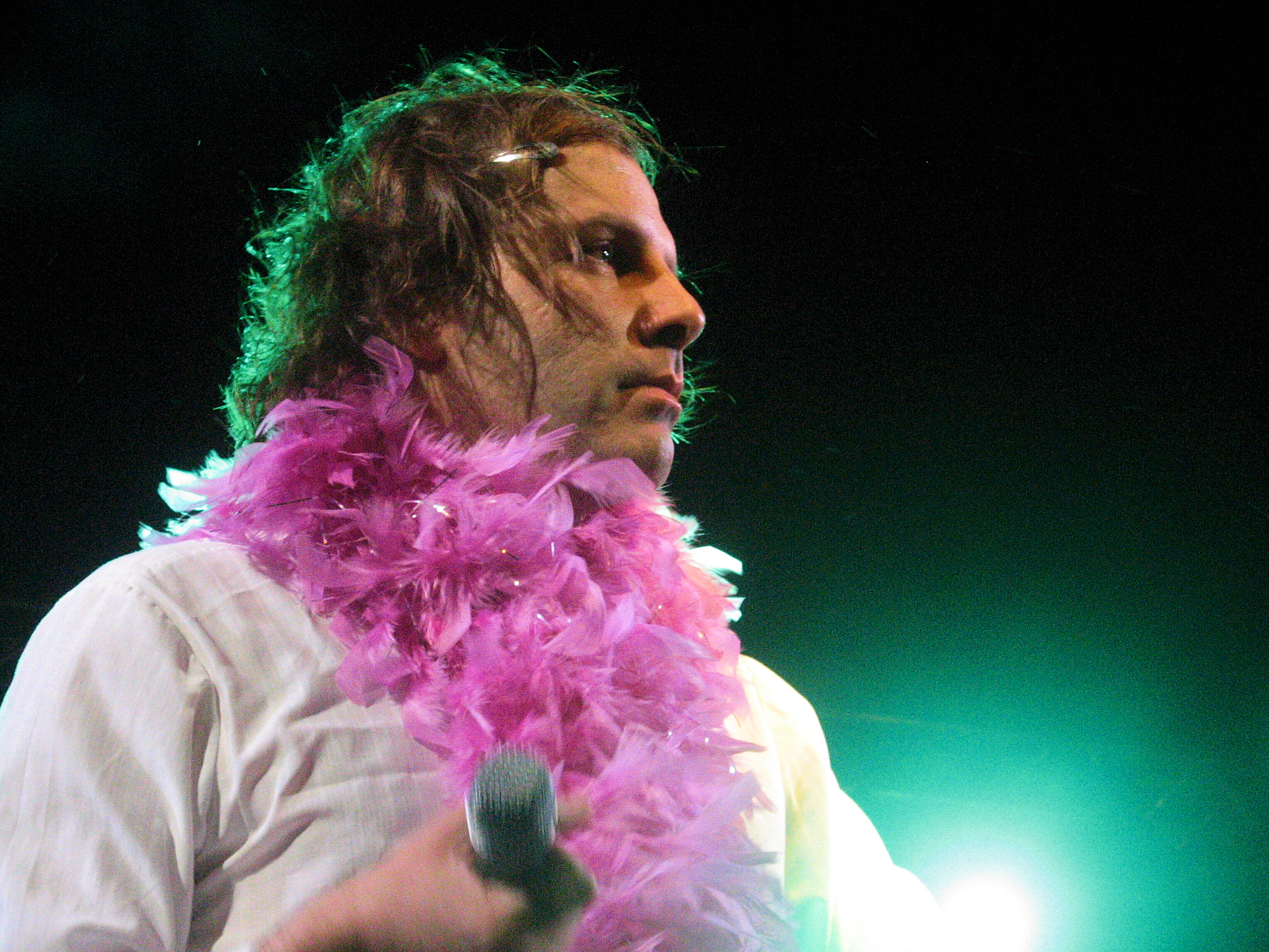
필리프 카트린

필리프 카트린(Philippe Katerine, 본명: 필리프 블랑샤르(Philippe Blanchard), 1968년 12월 8일 ~ )은 프랑스의 배우, 가수, 각본가, 영화 배우, 영화 감독, 데생 화가이다. 2019년 세자르상 남우조연상을 수상했으며 2024년 하계 올림픽의 개막식 행사에서는 파란색을 띤 디오니소스 역할을 맡아 화제를 모았다.

## 영화 목록
- 코드명: 사샤 (2001)
- 찰리의 진실 (2002)
- 줄리아와 그녀의 남자들 (2003) - 남자 역
- 그림을 그리거나, 사랑을 나누거나  (2005)
- 보이지 않는 사랑 (2005)
- 캡틴 에이헙 (2007)
- 루이즈-미셀 (2008)
- 리그렛 (2009) - 프랑크 역
- 세르주 갱스부르 (2010)
- 저는 무인지대입니다 (2010)
- 크레이지 호스 (2011) - 본인 역
- 아브릴과 조작된 세계 (2015) - 다윈 목소리 역
- 가스 드 프랑스 (2015)
- 위 아 패밀리 (2016)
- 사랑은 부엉부엉 (2016) - 프란시스 역
- 렛 더 선샤인 인 (2017) - 매튜 역
- 리틀 스피루 (2017)
- 수영장으로 간 남자들 (2018) - 티에리 역
- 올 어바웃 이브 (2019)